# Ladyzhyn
Ladyzhyn (en ucraniano: Ладижин) es una ciudad de Ucrania perteneciente al óblast de Vínnytsia.
En 2015 tiene una población estimada de 22 778 habitantes.
Se encuentra a orillas del río Bug Meridional, 84 km al suroeste de Vínnytsia y 218 km al suroeste de Kiev.

## Demografía
La ciudad ha tenido la siguiente evolución demográfica:
- 1959: 5094 habitantes
- 1970: 11 248 habitantes
- 1989: 19 708 habitantes
- 2001: 22 219 habitantes
- Todas las estimaciones posteriores a 2010 sitúan la población en torno a 22 000 habitantes

Según el censo de 2001, la mayoría de la población era hablante de ucraniano (87.89%), existiendo una minoría de hablantes de ruso (11.69%).